# Třída Durango
Třída Durango je třída oceánských hlídkových lodí mexického námořnictva. Jedná se o vylepšenou verzi hlídkových lodí třídy Sierra.

## Stavba
Třídu tvoří celkem čtyři jednotky, které postavily mexické loděnice Salina Cruz Naval SY v Salina Cruz a Tampico Naval SY v Tamanlipas.
Jednotky třídy Durango:
| Jméno              | Spuštěna | Vstup do služby   | Poznámka |
| ------------------ | -------- | ----------------- | -------- |
| Durango (P 151)    |          | 11. září 2000     | aktivní  |
| Sonora (P 152)     |          | 4. září 2000      | aktivní  |
| Guanajuato (P 153) |          | 13. prosince 2001 | aktivní  |
| Veracruz (P 154)   |          | 17. prosince 2001 | aktivní  |

## Konstrukce
Výzbroj tvoří jeden 76mm kanón OTO Melara Compact či jeden 57mm kanón Bofors L/70 Mk3. Na zádi se nachází přistávací plocha pro vrtulník. Pohonný systém tvoří dva diesely Caterpillar 3616 o celkovém výkonu 12 394 bhp. Lodní šrouby jsou dva. Nejvyšší rychlost dosahuje 18 uzlů.